# Marco Lietti
Marco Lietti (nascido em 20 de abril de 1965) é um ex-ciclista italiano, que era um piloto profissional a partir de 1988 a 1997. Serviu apenas equipes do seu país natal. Terminou em segundo lugar na competição Volta à Polónia de 1994.

## Equipes
- 1988: Malvor-Bottecchia
- 1989: Malvor-Sidi
- 1990: Ceramiche Ariostea
- 1991: Ceramiche Ariostea
- 1992: Ceramiche Ariostea
- 1993: Lampre-Polti
- 1994: Lampre-Ceramica Panaria
- 1995: MG Maglificio-Technogym
- 1996: MG Maglificio-Technogym
- 1997: Refin-Mobilvetta